# Porphyrinia pseudepistrota
Porphyrinia pseudepistrota là một loài bướm đêm trong họ Noctuidae.